# U 25 (U-Boot, 1974)
Koordinaten: 54° 19′ 24,3″ N, 10° 9′ 42,1″ O
Das deutsche U-Boot U 25 war ein U-Boot der Bundeswehr und gehörte der U-Boot-Klasse 206 an.

## Geschichte
Das U-Boot wurde von der HDW Kiel gebaut. Seine Kiellegung erfolgte am 1. Juli 1971. Der Stapellauf erfolgte am 25. Mai 1973, die Indienststellung am 14. Juni 1974. Das U-Boot war wie alle U-Boote der Bundesmarine in Eckernförde stationiert. Es gehörte zum 3. U-Boot-Geschwader. Am 29. August 1988 wurde das Boot vom Typ 206 zur U-Boot-Klasse 206 Alpha umgerüstet.

## Verbleib
Das U-Boot wurde am 31. Januar 2008 nach einer 34-jährigen Dienstzeit außer Dienst gestellt. Danach wurde es von der WTD 71 mit einer Hebe-/Senk-Vorrichtung versehen und 2011 für Ansprengversuche genutzt. Am 18. Januar 2012 wurde es endgültig gehoben. Im Juni 2019 wurde es von der Vebeg in einer Versteigerung zur Verschrottung angeboten. Privatpersonen durften nicht mitbieten. Am 15. Juli 2019 wurde mitgeteilt, dass das U-Boot für 400.000 EUR an ein Abwrackunternehmen versteigert wurde. Das Boot muss in einem EU-Staat oder in der Türkei vollständig demilitarisiert und verschrottet werden. U 25 verließ am 18. Juni 2021 auf einem Leichter im Schlepp des Schleppers Ronja Kiel Richtung Frederikshavn ([Dänemark]), wo es verschrottet werden soll.